# Бельнав
Бельна́в (фр. Bellenaves) — коммуна во Франции, находится в регионе Овернь. Департамент коммуны — Алье. Входит в состав кантона Эбрёй. Округ коммуны — Монлюсон.
Код INSEE коммуны — 03022.

## Население
Население коммуны на 2008 год составляло 1032 человека.
| 1962 | 1968 | 1975 | 1982 | 1990 | 1999 | 2008 |
| ---- | ---- | ---- | ---- | ---- | ---- | ---- |
| 1068 | 1196 | 1118 | 1104 | 1006 | 1003 | 1032 |

## Экономика
В 2007 году среди 568 человек в трудоспособном возрасте (15—64 лет) 394 были экономически активными, 174 — неактивными (показатель активности — 69,4 %, в 1999 году было 66,4 %). Из 394 активных работали 334 человека (185 мужчин и 149 женщин), безработных было 60 (31 мужчина и 29 женщин). Среди 174 неактивных 48 человек были учениками или студентами, 66 — пенсионерами, 60 были неактивными по другим причинам.

## Достопримечательности
- Романская церковь Сен-Мартен (XII век). Исторический памятник с 8 июля 1911 года.
- Замок Бельнав (XIV—XV века). Исторический памятник.
- Замок Бейра (XIV—XVIII века)
- Музей автомобилей, действует с июля 2000 года, представляет коллекцию из 45 автомобилей, 1/4 экспонатов ежегодно обновляется. Это единственный автомобильный музей в Оверни.
- Статуя Девы Марии, возведена в 1895 году на высоком холме.

## Фотогалерея

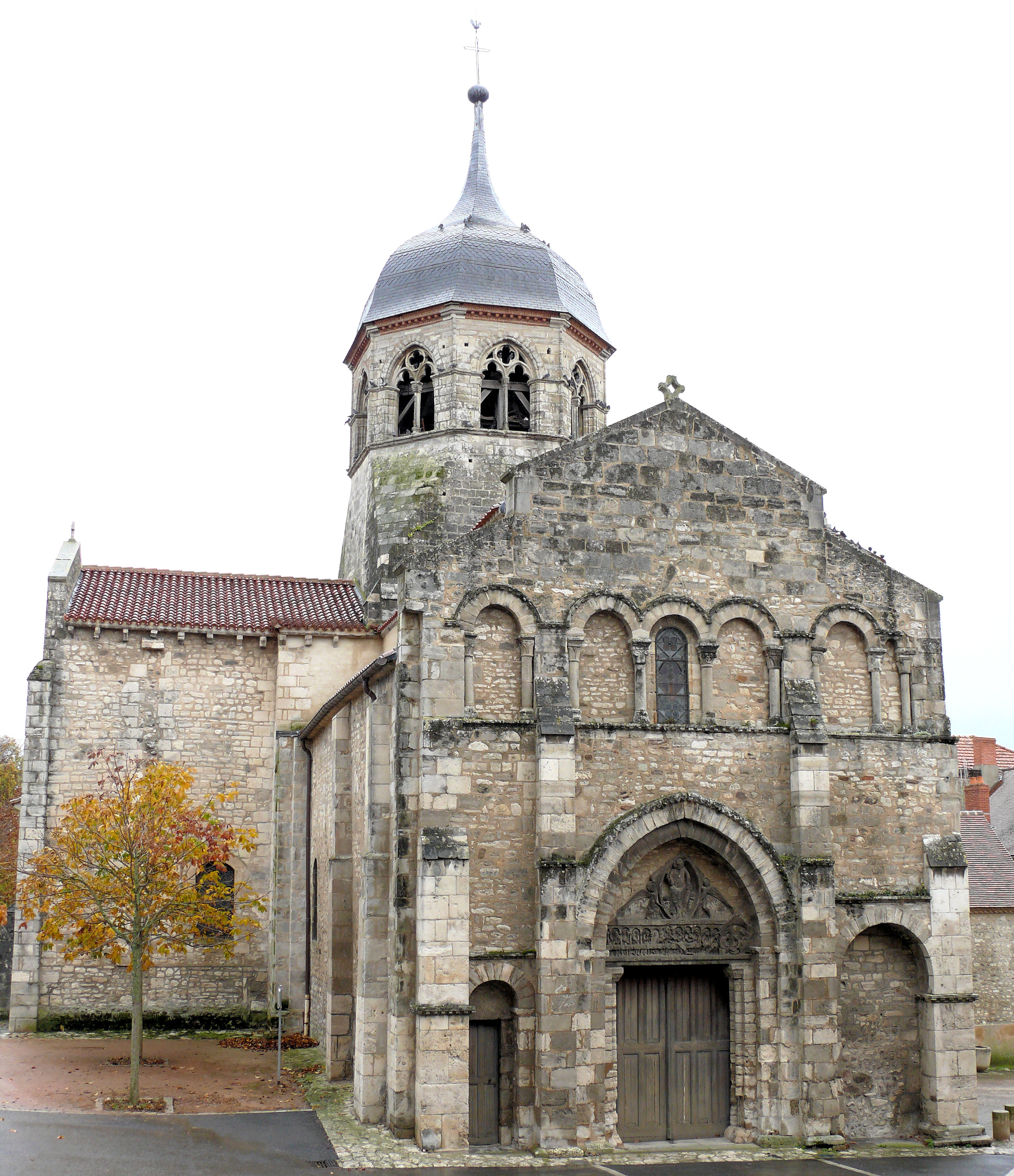
Церковь Сен-Мартен
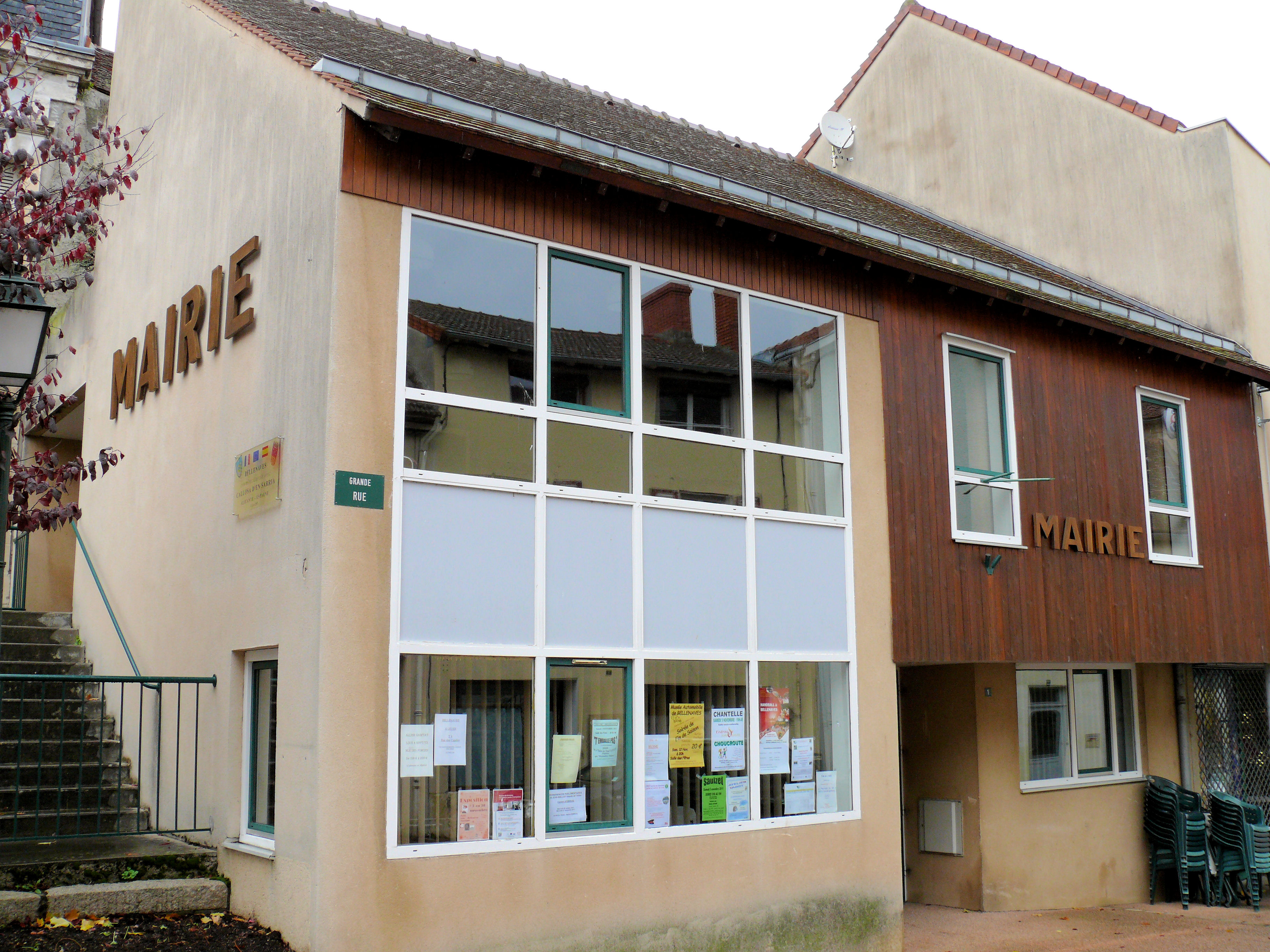
Мэрия
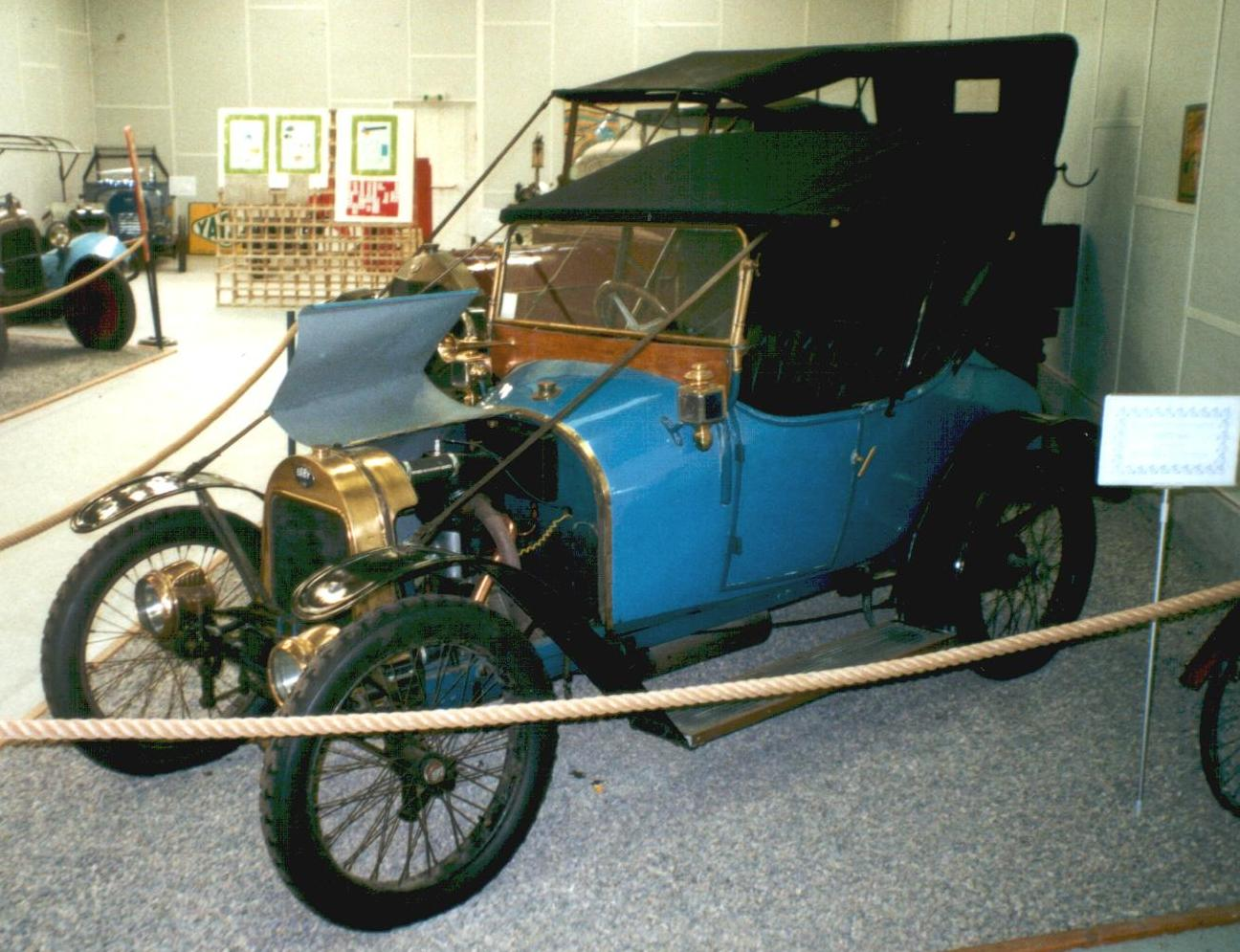
Музей автомобилей
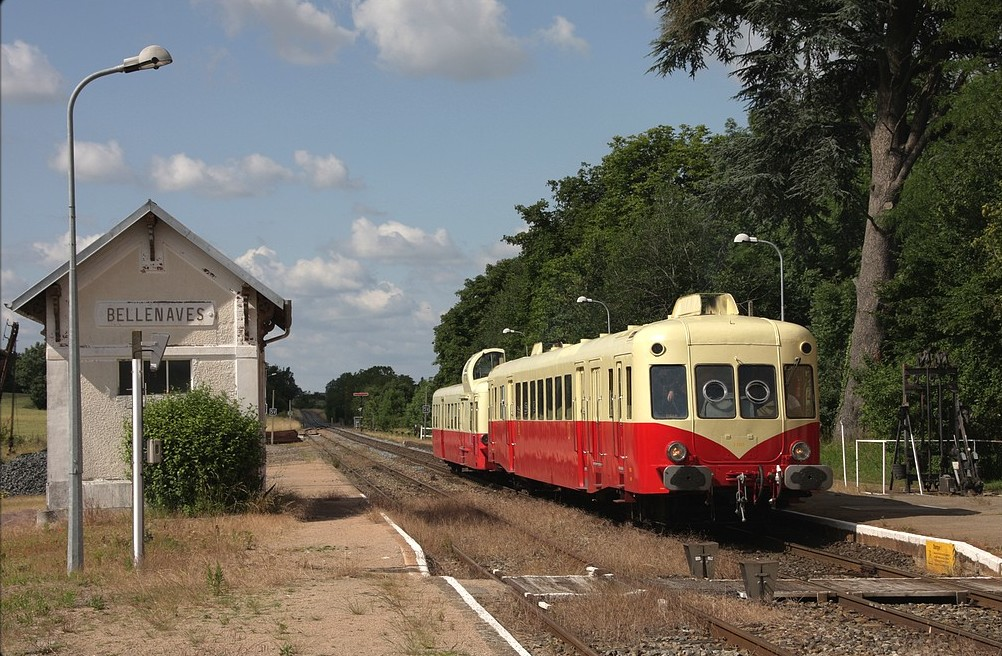
Ж/д станция
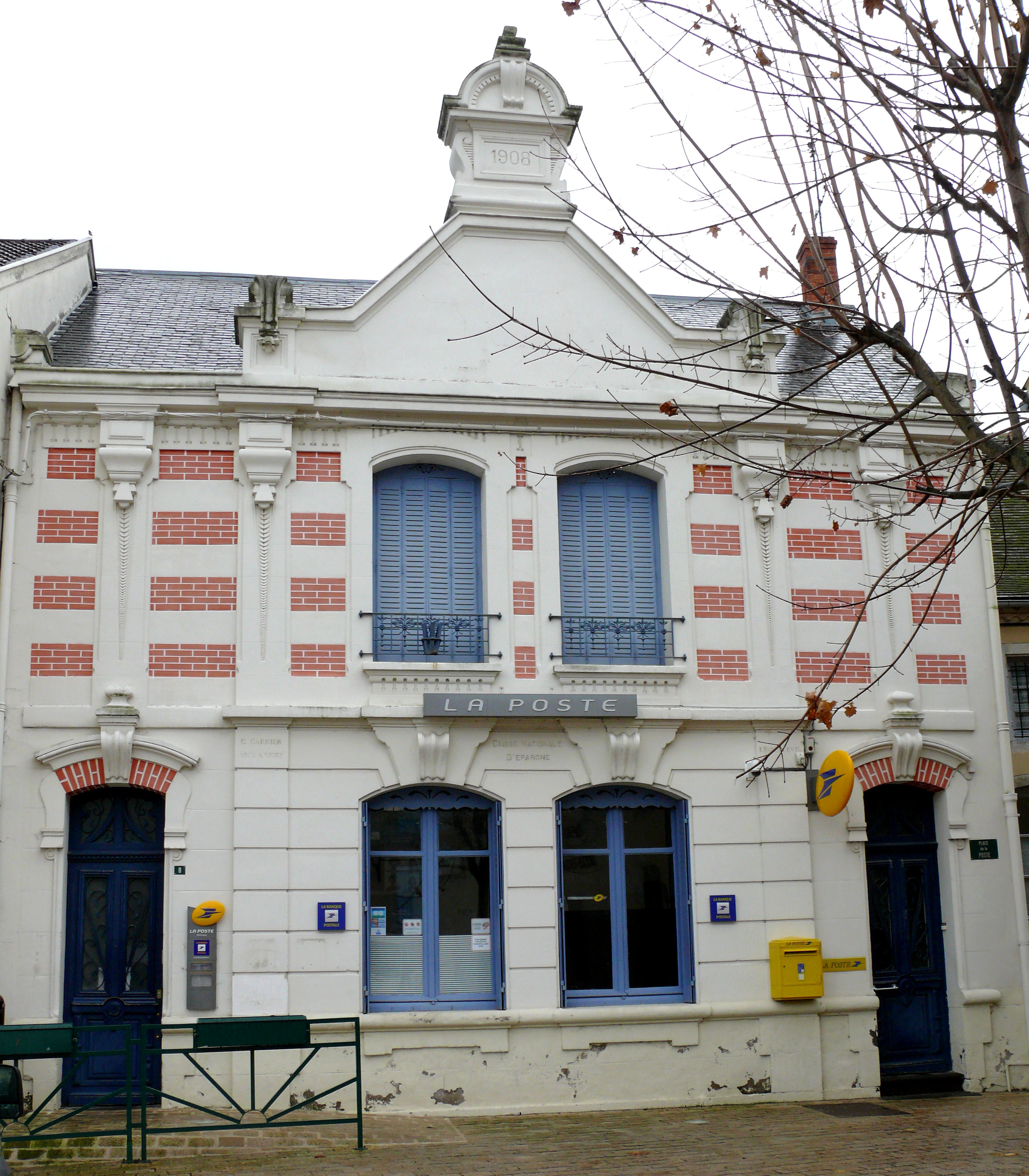
Банк